# 焦黄芋螺
焦黄芋螺（学名：Conus planorbis），是新腹足目芋螺科芋螺属的一种。主要分布于印度尼西亚、台湾，常栖息在浅海到中等深度海域。